# Lama Shang
| Tibetische Bezeichnung              |
| ----------------------------------- |
| Wylie-Transliteration: bla ma zhang |
| Chinesische Bezeichnung             |
| Vereinfacht: 喇嘛向                 |
| Pinyin:Lama Xiang                   |

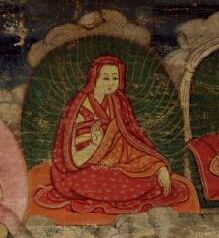
Lama Shang

Lama Shang (tib. bla ma zhang) bzw. Shang Yudragpa Tsöndrü Dragpa (zhang g.yu brag pa brtson 'grus grags pa; geb. 1123 bei Lhasa; gest. 1193) war der Gründer der Tshelpa-Kagyü-Schule (tib.: tshal pa bka' brgyud pa), eines der vier großen Zweige der Kagyü-Schulrichtung (Barom-, Karma-, Phagdru- und Tshelpa-Kagyü) des tibetischen Buddhismus. Er ist der Gründer der im späteren 12. Jahrhundert bei Lhasa errichteten Klöster Tshelpa (Yanggön, gegr. 1175) und Tshel Gungthang (gegr. 1187).
Lama Shang stammt aus dem bei Lhasa gelegenen Dorf Tshelpadru. Sein ursprünglicher Name lautet Dharma Drag, er verließ seine Familie im Alter von 26 Jahren und wurde Mönch, er nannte sich von da an Tsöndru Drag, später wurde er allgemein als Tshelpa Lama Shang bezeichnet.
Lama Shang fing im Alter von 13 Jahren an, die Schriften zu studieren, zu seinen Lehrern zählten der 'Große Arzt von Dagpo' (Gampopa), Gompa Tshülthrim Nyingpo, (chin.) Aokaba und Phagdru Dorje Gyelpo, später verbrachte er einige Jahre im von Phagdru Dorje Gyelpo gegründeten Kloster Densa Thil, fand die Unterstützung des Gar-Clans und begann mit der Planung der Tshelpa-Klosters.
Zusammen mit dem Phagdru-Kagyü-Gründer Dorje Gyelpo und dem Gelug-Gründer Tsongkhapa wird er zu den sogenannten „Drei Schätzen Tibets“ gerechnet.

## Zitat
Über seine Studien berichtet er: 

„Unter Sam bu Lo tsā habe ich viel Abhidharma studiert und auch das Pramāṅavārttika, die fünf Wege und den Sūtrālaṁkāra. Allerdings habe ich diese Texte nicht verstanden.“

## Werke
- Dpal ldan tshal pa bka’ brgyud kyi bstan pa’i mnga’ bdag zhang g.yu brag pa brtson ‘grus grags pa’i gsung ‘bum rin po che (Gesammelte Werke von Zhaṅ brtson ‘grus grags pa 1123-1193). 9 Bände. Herausgegeben von Khenpo Shedup Tenzin und Lama Thinley Namgyal. Kathmandu: Shree Gautam Buddha Vihar, 2004